# Ursula von der Leyen
Ursula Gertrud von der Leyen (ejtsd: urzula gertrud fon der lájen), született Albrecht (Ixelles, 1958. október 8. –) belgiumi születésű német kereszténydemokrata politikus.
2003–2005 között az alsó-szászországi tartományi szociális és egészségügyi minisztériumot vezette, 2005–2009 között német szövetségi családügyi, 2013-ig a szociális és munkaügyi minisztériumot, majd 2019-ig a védelmi minisztériumot.
2019. július 16-án az Európai Parlament választotta meg a következő öt évre az Európai Bizottság élére. (383 támogató szavazatot kapott, megválasztásához a jelenlévő képviselők több mint fele, azaz 374 képviselő támogatására volt szüksége.) 2019. december 1-jén lépett hivatalba. 2024. július 18-án az Európai Parlament újabb öt évre az Európai Bizottság elnökévé választotta.

## Családja
Apja, Ernst Albrecht (1930–2014) korábban Alsó-Szászország tartomány kormányfője, édesanyja, Heidi Adele Stromeyer (1928–2002) nyelvész volt. Apai nagyapja, Carl Albrecht orvos-pszichoterapeuta autogén tréningen alapuló meditációs módszeréről volt ismert. 
Öt testvére közül Hans-Holger Albrecht a Millicom International Cellular SA (MIC) elnök-vezérigazgatója, Donatus Albrecht az Aurelius AG igazgatóságának tagja.
1986-ban házasodtak össze Heiko von der Leyen orvos-vállalkozóval. Hét gyermekük van, két fiú és öt lány. 2007 óta Burgdorf-Beinhornban élnek.

## Pályafutása

### Szakmai pályafutása
Lehrtében járta ki iskoláit, majd 1977-től közgazdaságot tanult a göttingeni Georg-August Egyetemen, de 1980-ban megszakította tanulmányait. 1978-ban a London School of Economics and Political Science (LSE) előadásait látogatta. 1987-ben orvosi diplomát szerzett a hannoveri orvosi főiskolán, ezt követően a főiskola nőgyógyászati klinikáján segédorvosként dolgozott. 1991-ben szerzett orvosdoktori címet C-reaktives Protein als diagnostischer Parameter zur Erfassung eines Amnioninfektionssyndroms bei vorzeitigem Blasensprung und therapeutischem Entspannungsbad in der Geburtsvorbereitung című dolgozatával.
1992-ben, harmadik gyermeke születése után záróvizsga nélkül befejezte a szakorvosi képzést. 1992–1996 között családjával az Amerikai Egyesült Államokban élt. Visszatérve Németországba 2002-ig Friedrich Wilhelm Schwartz munkatársa volt a hannoveri orvosi főiskolán. 2001-ben Master of Public Health (MPH) címet szerzett.

## Politikai pályafutása
1990 óta a CDU tagja. 1996–97-ben a CDU alsó-szászországi szociálpolitikai bizottságának, ezzel párhuzamosan a CDU tartományi orvosi munkacsoportjának tagjaként tevékenykedett. 2001–2004 között Sehnde városában volt önkormányzati képviselő, illetve a városi CDU-frakció vezetője. Ugyanebben az időben a hannoveri régió önkormányzatának is tagja volt, ahol az egészség- és kórházügyi bizottság elnöki tisztét töltötte be.
2003. március 4-étől a Christian Wulff által vezetett alsó-szászországi tartományi kabinet szociális minisztere volt. 2003–2005 között alsó-szászországi képviselő volt. 2004 decemberében beválasztották a CDU elnökségébe. 2005 februárjától a CDU Szülők, gyermek, hivatás bizottságát vezette.

### Miniszterként Angela Merkel kormányaiban
2005. november 22-én lépett hivatalba mint Angela Merkel kormányának családügyi minisztere. 2009-ben a német szövetségi parlament alsóházába választották képviselőnek; október 28-ától Angela Merkel második kormányában családügyi miniszterként mindössze egy hónapig volt hivatalban, ugyanis november 30-án Franz Josef Jung utódjaként szociális és munkaügyi miniszternek jelölték.
2013 decemberében a CDU-CSU nagykoalíciós tárgyalások során honvédelmi miniszterré jelölték ki; ezzel ő lett az első nő Németországban ezen a poszton. A 2017-es választást követően ismét a védelmi minisztérium vezetését kapta meg. Erről a posztjáról 2019. július 17-i hatállyal lemondott.

### Az Európai Bizottság elnökeként
2019. július 2-án az Európai Tanács (EiT) Ursula von der Leyent jelölte az Európai Bizottság elnökének. Július 16-án az Európai Parlament 383 támogató és 327 ellenszavazattal megválasztotta a tisztségre. Ő az első nő ezen a poszton. Miután az Európai Parlament november 27-én támogatta a első Von der Leyen-bizottságot, 2019. december 1-jétől lépett hivatalba.
2021 végén a Politico Europe Európa legbefolyásosabb embereinek éves rangsorában az „álmodozók” kategória 2. helyére tette. Bizottsági elnöki terminusának első felét az eredeti céloktól eltérően a Covid19-pandémia során a tagállamok koordinálása, így a közös vakcinabeszerzés fémjelezte. Ehhez kötődik a  Helyreállítási Alaphoz szükséges, precedens nélküli közös hitelfelvétel is. Régi támogatója, Angela Merkel visszavonulása és a CDU ellenzékbe vonulása számára is új helyzetet jelent.
2024. július 18-án újraválasztották tisztségébe. A szavazáson a mandátumát már átvevő 719 képviselőből 707 szavazott, 401 támogatta, 284 ellenezte, 15 pedig tartózkodott, míg volt 7 érvénytelen szavazat. 401 támogató.  Az Európai Parlament november 27-én megszavazta a második Von der Leyen-bizottságot, 2024. december 1-jétől lépett hivatalba.
| Elődje: Jean-Claude Juncker | Az Európai Bizottság elnöke 2019– | Utódja: – |

## Fordítás
- Ez a szócikk részben vagy egészben  az   Ursula von der Leyen című német Wikipédia-szócikk fordításán alapul.  Az eredeti cikk szerkesztőit annak laptörténete sorolja fel. Ez a jelzés csupán a megfogalmazás eredetét és a szerzői jogokat jelzi, nem szolgál a cikkben szereplő információk forrásmegjelöléseként.